# 戦争賠償
戦争賠償（せんそうばいしょう、戦時賠償とも言う）は、戦争で生じた損害の賠償として、ある国が他の国へ金品や資産を提供すること。
多くの場合賠償金の形を取る。通常、戦争賠償が支払われるのは敗戦国から戦勝国に対してのみであり、逆の例は少ない。賠償する対象は戦勝国の費やした戦費も含まれ、戦争法規違反には限らない。よく似た概念語として「戦後補償」があるが、一般に戦争賠償は国家間、戦後補償は国家対個人の賠償・補償を指す場合に使われる。
第二次世界大戦を例にとるならば、日本の場合は国家間の戦争賠償、ドイツの場合は国家対個人の戦後補償にも応じている（ただしドイツの公式な立場は「個人が戦争で受けた被害を自国政府以外に請求することはできない」というものであり、ドイツ国民以外の戦争被害の請求は認めていない）。ドイツの個人に対する賠償の場合は、敗戦国であっても戦勝国に対し自国民が受けた被害（戦勝国内や独立国内に遺棄されたインフラや資産など）に対する賠償を請求し実際に賠償がなされたことがあり、この点は敗戦国にのみ負担が偏るという賠償に対する批判に類しない。また、遺棄された在外資産は中間賠償と呼ばれる賠償の一部という形態をとることもある。

## 歴史
戦争賠償の慣習は、ポエニ戦争で共和政ローマがカルタゴに賠償金を課した例など古代からみられた。だが戦争賠償が戦後処理の手段として一般化するのは、ヴェストファーレン条約の締結により近代的な国際秩序が形成され、戦争の主目的が敵領土の併呑や奴隷労働力の獲得から一定の政治目的の達成へと変質した17世紀以降のことである。戦争賠償を巡っては様々な政治問題が発生した。

### 日露戦争
日露戦争の講和条約、ポーツマス条約締結は戦争賠償の有無を巡って難航した。日本は賠償金の支払いを要求したが、ロシア帝国は国内の政情不安のため講和に応じただけで、海軍は太平洋艦隊とバルチック艦隊が壊滅的大損害を被ったが、陸軍力はまだ粉砕されておらず強気であった。対して日本は、旅順攻囲戦、奉天会戦や日本海海戦で、持てる戦力を全て出し切り、巨額の戦時国債を発行しており、それ以上戦争を続けることは軍事上も経済上も不可能であった。そこで、日本の全権大使小村壽太郎は、ロシア皇帝ニコライ2世が出してきた「賠償金は支払わないが樺太南部の割譲は認める」とする譲歩案を呑むしかなかった。
ポーツマス条約の「屈辱的な」内容を知った日本国民の中には小村を売国奴と罵る者もおり、日比谷焼き討ち事件が発生するなど混乱が続いた。

### 第一次世界大戦
4年以上の長期戦となった第一次世界大戦の結果、欧州連合国は多額の対アメリカ・イギリス向け戦争債務を抱え込んだ。パリ講和会議では敗戦国である中央同盟国に対して賠償金を支払わせることが決定された。ドイツに対しては1921年4月29日のロンドン会議において1320億金マルクと総額が決定された。しかし賠償金調達のためにマルクの為替レートは急激に低下し、ドイツは賠償金支払いの延期を求めた。しかしフランスは、支払いを確保するためとしてルール地方を占領したが、これは逆効果であった。ルール工業地帯を失い、さらに同地のストライキを支援するために紙幣の大増刷を行ったため、ドイツ経済は破綻し、ハイパーインフレーションに陥った。1ポンド=20パピエルマルクだった為替レートは、1ポンド=500億パピエルマルクまでマルク安が進んだ。このため連合国も従来の賠償金取り立て方式は継続不可能であるとみるようになった。またオーストリアも経済破綻し、同国への賠償請求は事実上棚上げされた。
1924年、新マルク（レンテンマルク・ライヒスマルク）の導入で通貨が安定すると共に、賠償金の支払いプロセスにアメリカを参加させた。協議の結果、ドイツに賠償支払いのための債権発行を認め、1年に25億金マルクの支払いを行うドーズ案が採択され、ドイツ経済は安定期を迎えた。しかしドイツ経済はやがて減速し始め、ドイツは賠償金総額の再確定と減額を求めた。1929年、賠償金支払い年数を59年とし、賠償金総額を358億金マルクとするヤング案が了承された。ところが世界恐慌の発生で再び世界経済、特にドイツ経済は再びどん底の状態となった。1931年にフーヴァーモラトリアムで一年の支払い延期を認めたが、結局、支払い不能が明らかになり、1932年のローザンヌ会議でヤング案の停止と、賠償金残額を30億金マルクまで減額することが決定された。しかしドイツの経済混乱は右派、特にナチスの台頭を招き、ドイツはローザンヌ案を批准することはできなかった。
1933年にヒトラー内閣が成立してナチスが政権を取ると、7月に外債のモラトリアムを宣言し、ドーズ債、ヤング債の利子支払いを拒否したが、実際にはアメリカを除く国々に住む債権者に対する利払いは行われていた。第二次世界大戦によって利払いは完全に中止され、その後の冷戦下で継承国が決まらなかったため、1953年に西ドイツ（ドイツ連邦共和国）政府は西側諸国との間に戦前の債務の支払いを約束するとともに、ドイツ統一まで支払いを猶予するロンドン債務協定を締結した。
ドイツ再統一後、ドイツ政府はドーズ債、ヤング債の利払いを再開した。2010年10月3日、ドイツ政府は支払い要求のあった債権に対する利払いを完了させた。完済まで実に89年を要した。

### 第二次世界大戦
第二次世界大戦の結果、ドイツは、1945年に合意されたポツダム協定で、連合国へ生産設備や動産による現物賠償を行った。1953年に西ドイツはロンドン協定において再統一までの賠償支払いを凍結することを宣言し、1953年8月には東ドイツ（ドイツ民主共和国）とソビエト連邦の間で、賠償請求権の放棄が合意された。1990年9月12日のドイツ最終規定条約により、ドイツ政府の第二次世界大戦交戦国に対する戦争賠償金問題は終結した。これはホロコースト被害者諸個人に対する賠償問題は含まれない。
日本は各国との個別の合意により、総額1兆300億円の賠償金を支払っている。
その他の旧枢軸国は、1947年に締結されたパリ条約で、連合国に対する以下の賠償金の支払いに合意した（いずれも1938年価格）。
- イタリアは、ユーゴスラビア、ギリシャ、ソビエト連邦、エチオピア、アルバニアへ3億6000万ドルを支払う。
- フィンランドは、ソビエト連邦へ3億ドルを支払う（後に完済）。
- ハンガリーは、ソビエト連邦、チェコスロバキア、ユーゴスラビアへ3億ドルを支払う。
- ルーマニアは、ソビエト連邦へ3億ドルを支払う。
- ブルガリアは、ギリシャとユーゴスラビアへ7000万ドルを支払う。

### 湾岸戦争
湾岸戦争の後、イラクは国連安全保障理事会決議687を受け入れ、サッダーム・フセイン政権のクウェート侵略によって同国が負った損害を賠償している。クウェートの官民から提出された3500億ドルという損害見積もりに対して、これまでに国連賠償委員会 (UNCC) で521億ドルが承認され、イラクからは2005年までに192億ドルの支払いが行われている。

## 戦争賠償に対する批判
ジョン・メイナード・ケインズは、戦争賠償の国際経済に与える影響は破滅的であると指摘した。
ヴェルサイユ条約でドイツが課せられた賠償金は疲弊したドイツの経済問題をさらに悪化させ、その結果生じたハイパーインフレはワイマール共和国を失敗させ、ナチスとヒトラーの台頭をもたらした。
第一次世界大戦の戦後処理の失敗の教訓は第二次世界大戦後の戦後処理において生かされ、戦勝国はドイツからは賠償金ではなく動産や機器による賠償を受けた。